# Elatostema purpureum
Elatostema purpureum är en nässelväxtart som beskrevs av Charles Budd Robinson. Elatostema purpureum ingår i släktet Elatostema och familjen nässelväxter. Inga underarter finns listade i Catalogue of Life.